# Gangara
Gangara là một chi bướm ngày thuộc họ Bướm nâu.

## Danh sách loài
- Gangara andamanica
- Gangara clothilda
- Gangara glandulosa
- Gangara hainana
- Gangara lebadea
- Gangara pandia
- Gangara pandina
- Gangara philippensis
- Gangara sanguinocculus
- Gangara subfasciata
- Gangara thyrsis
- Gangara yasodara